# Busnes
Busnes [byn] est une commune française située dans le département du Pas-de-Calais en région Hauts-de-France. Ses habitants sont appelés les Busnois. Sa population est de 1 242 habitants au recensement de 2022. La commune est membre de la communauté d'agglomération de Béthune-Bruay, Artois-Lys Romane.

## Géographie

### Localisation
Localisée dans l'est du département du Pas-de-Calais, Busnes est une commune située, à vol d'oiseau, à 10 km au nord-ouest de la commune de Béthune (chef-lieu d'arrondissement et limitrophe, au sud-ouest, de la commune de Lillers.
Le territoire de la commune est limitrophe de ceux de six communes.
Les communes limitrophes sont Saint-Venant, Lillers, Robecq, Gonnehem, Guarbecque et Ham-en-Artois.

### Géologie et relief
La superficie de la commune est de 9,55 km2 ; son altitude varie de 17  à   20 m.

### Hydrographie
Le territoire de la commune est situé dans le bassin Artois-Picardie et est traversé par seize cours d'eau :
- le canal d'Aire à La Bassée, passant au nord de la commune, canal navigable de 39 km, qui prend sa source dans la commune de Bauvin et se jette dans La Lys au niveau de la commune d'Aire-sur-la-Lys[4] ;
- la Nave, un cours d'eau naturel non navigable de 22 km, qui prend sa source dans la commune de Fontaine-lès-Hermans et se jette dans la Clarence au niveau de la commune de Robecq[5] ;
- le courant de Burbure, appelé aussi ruisseau du Rimbert, cours d'eau naturel de 13 km, qui prend sa source dans la commune de Floringhem et se jette dans l'Eclème, au niveau de la commune[6],[7] ;
- la rivière de Busnes, cours d'eau naturel de 13 km, qui prend sa source dans la commune de Lillers et se jette dans la Lys, au niveau de la commune de Haverskerque[8] ;
- le Fauquethun, cours d'eau naturel de 7,59 km, qui prend sa source dans la commune de Guarbecque, et se jette dans le Guarbecque au niveau de la commune de Saint-Venant[9] ;
- le grand marais, cours d'eau naturel de 7,54 km, qui prend sa source dans la commune de Lillers, commune où il termine sa course[10] ;
- le courant de la Demingue, cours d'eau naturel de 7 km, qui prend sa source dans la commune de Saint-Venant, et se jette dans la Lys au niveau de la commune de Merville[11] ;
- le Rincon, cours d'eau naturel de 3 km, qui prend sa source dans la commune, et se jette dans le Fauquethun au niveau de la commune de Guarbecque[12] ;
- le ruisseau des Écussons, cours d'eau naturel d'1 km, qui prend sa source dans la commune de Lillers, et se jette dans la rivière de Busnes au niveau de la même commune[13] ;
- le courant de la demingue, d'une longueur de 0,97 km[14] ;
- l'Eclème, d'une longueur de 0,34 km[15] ;
- et par cinq cours d'eau au toponyme hydrographique inconnu[16],[17],[18],[19],[20].

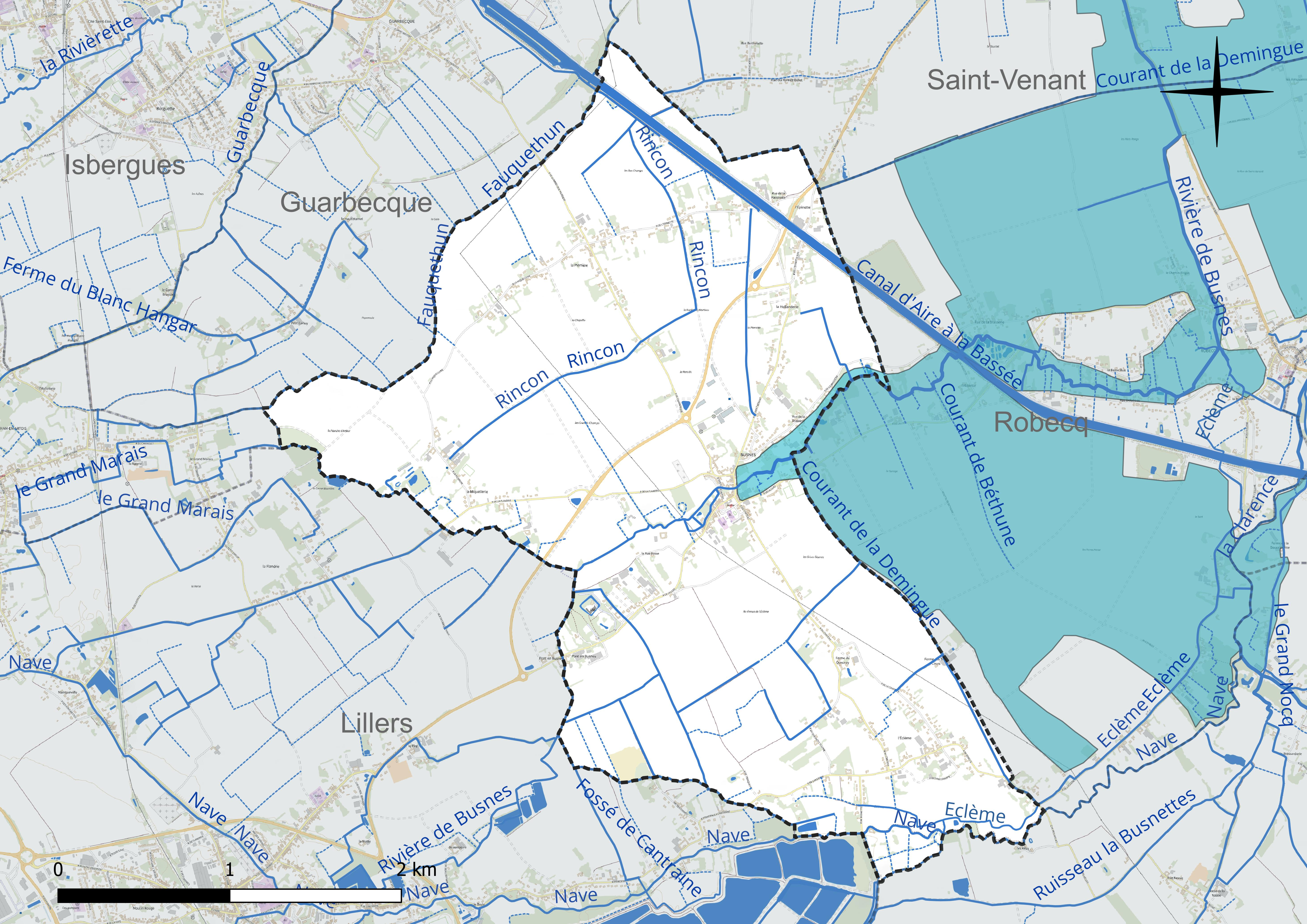
Réseau hydrographique de Busnes.

### Climat
Pour des articles plus généraux, voir Climat des Hauts-de-France et Climat du Pas-de-Calais.
En 2010, le climat de la commune est de type climat océanique dégradé des plaines du Centre et du Nord, selon une étude du CNRS s'appuyant sur une série de données couvrant la période 1971-2000. En 2020, Météo-France publie une typologie des climats de la France métropolitaine dans laquelle la commune est exposée à un climat océanique et est dans la région climatique Côtes de la Manche orientale, caractérisée par un faible ensoleillement (1 550 h/an) ; forte humidité de l’air (plus de 20 h/jour avec humidité relative > 80 % en hiver), vents forts fréquents.
Pour la période 1971-2000, la température annuelle moyenne est de 10,7 °C, avec une amplitude thermique annuelle de 13,9 °C. Le cumul annuel moyen de précipitations est de 711 mm, avec 12 jours de précipitations en janvier et 8,7 jours en juillet. Pour la période 1991-2020, la température moyenne annuelle observée sur la station météorologique la plus proche, située sur la commune de Lillers à 4 km à vol d'oiseau, est de 11,1 °C et le cumul annuel moyen de précipitations est de 731,5 mm,. Pour l'avenir, les paramètres climatiques de la commune estimés pour 2050 selon différents scénarios d'émission de gaz à effet de serre sont consultables sur un site dédié publié par Météo-France en novembre 2022.
| Mois                                  | jan.           | fév.           | mars           | avril         | mai         | juin          | jui.        | août          | sep.          | oct.          | nov.          | déc.           | année      |
| ------------------------------------- | -------------- | -------------- | -------------- | ------------- | ----------- | ------------- | ----------- | ------------- | ------------- | ------------- | ------------- | -------------- | ---------- |
| Température minimale moyenne (°C)     | 2,2            | 1,8            | 3,1            | 4,8           | 8,1         | 11            | 12,8        | 12,9          | 10,3          | 8,3           | 5,4           | 2,9            | 7          |
| Température moyenne (°C)              | 4,7            | 4,8            | 7,2            | 10,2          | 13,1        | 16,1          | 18,2        | 18,2          | 15,5          | 12,1          | 8,2           | 5,4            | 11,1       |
| Température maximale moyenne (°C)     | 7,2            | 7,8            | 11,3           | 15,7          | 18,2        | 21,3          | 23,6        | 23,4          | 20,7          | 15,9          | 11            | 7,8            | 15,3       |
| Record de froid (°C) date du record   | −14,5 25.01.13 | −16,3 04.02.12 | −10,3 13.03.13 | −5,4 08.04.03 | −1 14.05.10 | 1,9 01.06.11  | 4 03.07.11  | 5,4 31.08.11  | 0,6 30.09.18  | −4,5 28.10.03 | −5,3 30.11.16 | −11,3 18.12.10 | −16,3 2012 |
| Record de chaleur (°C) date du record | 15,9 01.01.22  | 18,8 24.02.21  | 24,8 31.03.21  | 27,3 20.04.18 | 32 27.05.05 | 34,1 29.06.19 | 41 25.07.19 | 37,5 06.08.03 | 34,3 09.09.23 | 29 01.10.11   | 20,7 07.11.15 | 16,5 30.12.22  | 41 2019    |
| Précipitations (mm)                   | 60,2           | 51,3           | 46,5           | 44,1          | 57,5        | 60            | 65,4        | 69,6          | 59,6          | 67,3          | 73,6          | 76,4           | 731,5      |

### Milieux naturels et biodiversité

#### Zone naturelle d'intérêt écologique, faunistique et floristique
L’inventaire des zones naturelles d'intérêt écologique, faunistique et floristique (ZNIEFF) a pour objectif de réaliser une couverture des zones les plus intéressantes sur le plan écologique, essentiellement dans la perspective d’améliorer la connaissance du patrimoine naturel national et de fournir aux différents décideurs un outil d’aide à la prise en compte de l’environnement dans l’aménagement du territoire.
Le territoire communal comprend une ZNIEFF de type 1 : le bois de Busnettes et les bassins de Lillers. Cette ZNIEFF, qui présente un marais traversé par la rivière Nave et le ruisseau de la Busnettes, est composée de milieux fortement anthropisés avec des bassins de décantation et des peupleraies,.

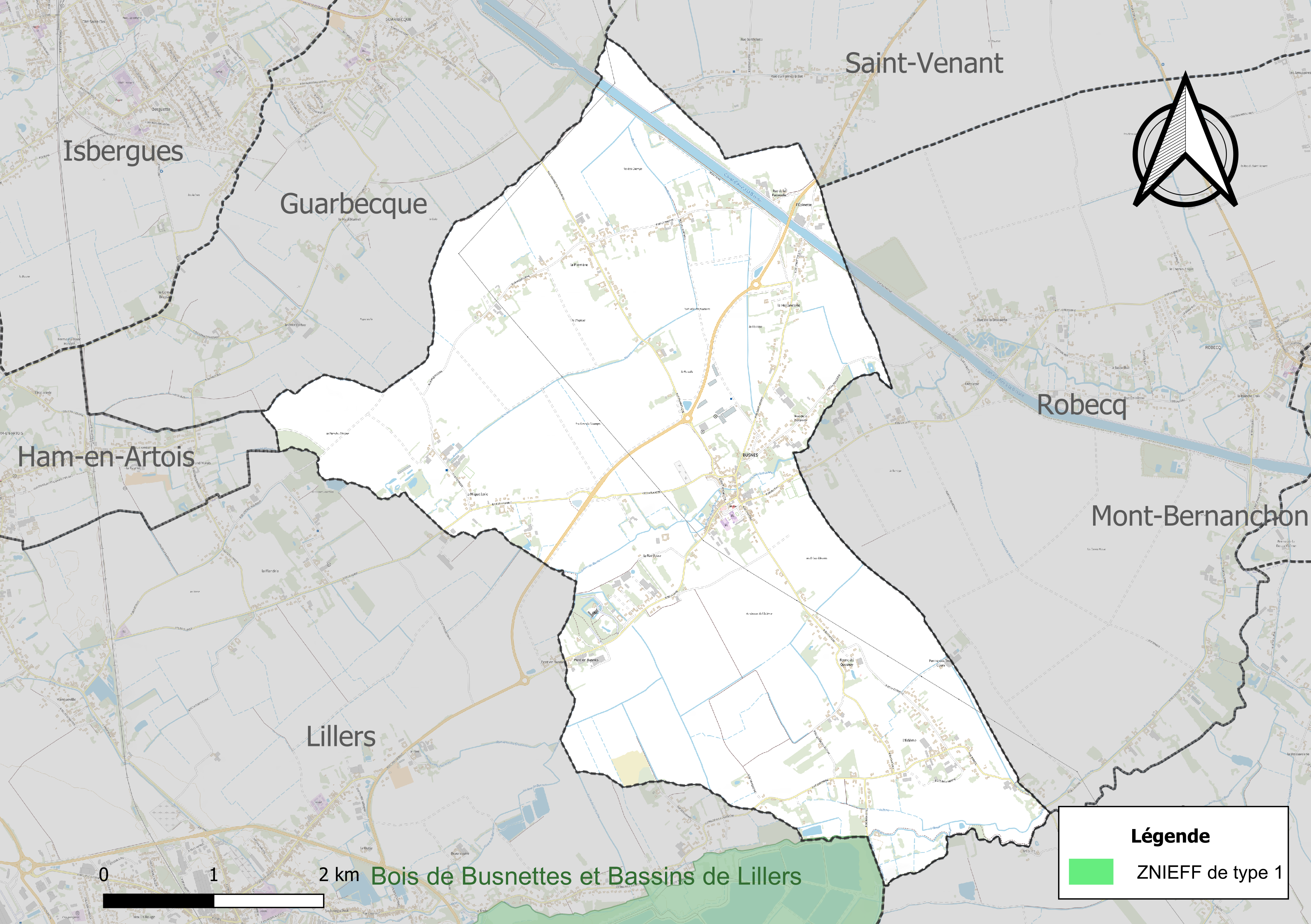
Carte de la ZNIEFF sur la commune.

## Urbanisme

### Typologie
Au 1er janvier 2024, Busnes est catégorisée commune rurale à habitat dispersé, selon la nouvelle grille communale de densité à sept niveaux définie par l'Insee en 2022.
Elle appartient à l'unité urbaine de Béthune, une agglomération inter-départementale regroupant 94  communes, dont elle est une commune de la banlieue,,. La commune est en outre hors attraction des villes,.

### Occupation des sols
L'occupation des sols de la commune, telle qu'elle ressort de la base de données européenne d’occupation biophysique des sols Corine Land Cover (CLC), est marquée par l'importance des territoires agricoles (93,2 % en 2018), en diminution par rapport à 1990 (94,1 %). La répartition détaillée en 2018 est la suivante : 
terres arables (79,4 %), zones agricoles hétérogènes (8,5 %), zones urbanisées (6,8 %), prairies (5,3 %). L'évolution de l’occupation des sols de la commune et de ses infrastructures peut être observée sur les différentes représentations cartographiques du territoire : la carte de Cassini (XVIIIe siècle), la carte d'état-major (1820-1866) et les cartes ou photos aériennes de l'IGN pour la période actuelle (1950 à aujourd'hui).

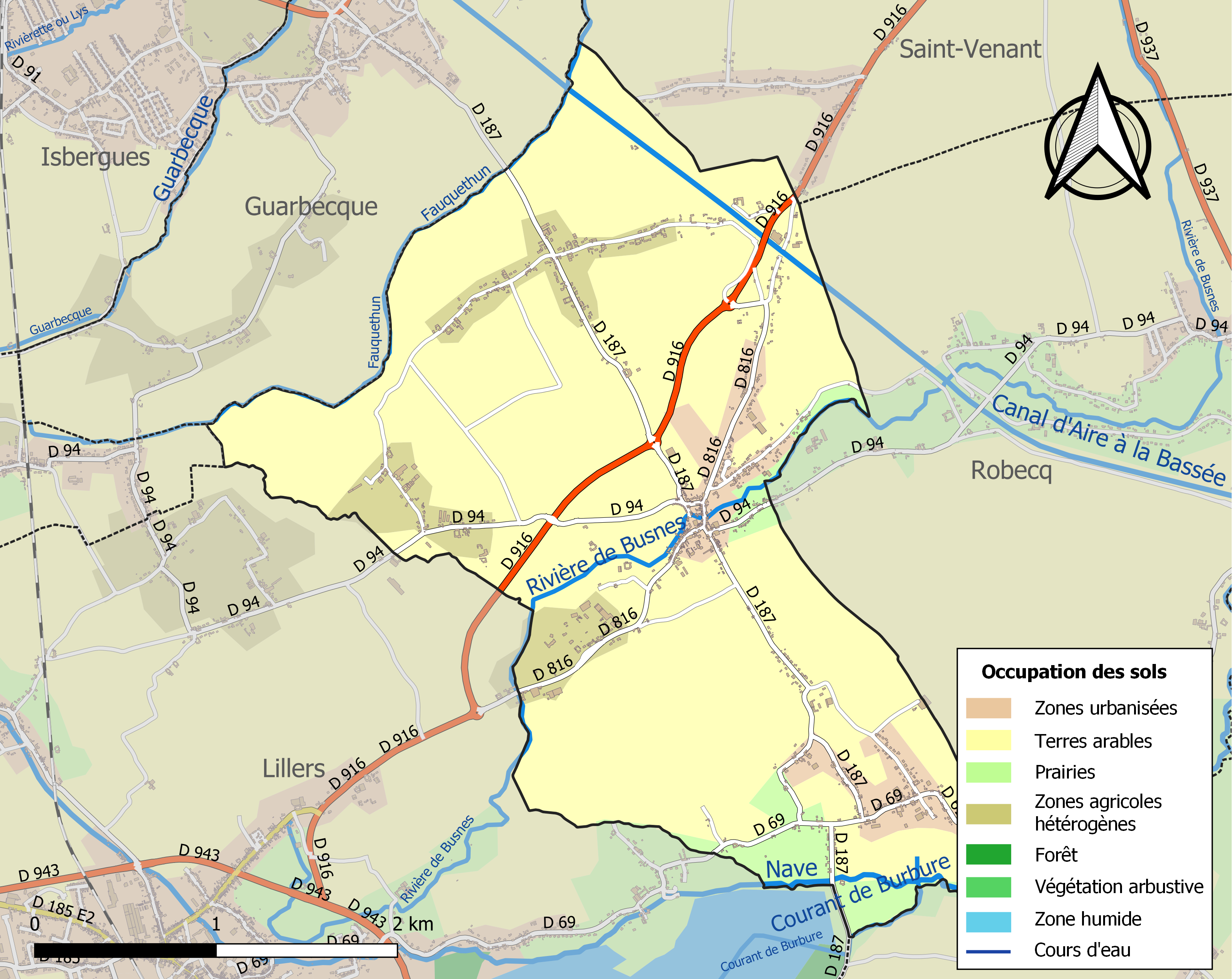
Carte des infrastructures et de l'occupation des sols de la commune en 2018 (CLC).

### Voies de communication et transports

#### Voies de communication
La commune est desservie par les routes départementales D 94, D 187, D 816 et la D 916 reliant Hazebrouck à Doullens et se situe à 8 km, au nord, de la sortie no 5 de l'autoroute A26 reliant Calais à Troyes.

#### Transport ferroviaire
La commune se trouve à 5 km de la gare de Lillers, située sur la ligne d'Arras à Dunkerque-Locale, desservie par des trains TER Hauts-de-France.

## Toponymie
Le nom de la localité est attesté sous les formes Butnetum (IXe siècle) ; Bune (1193) ; Bunne (1248) ; Buisne (1292) ; Busna (1296) ; Busne (1435) ; Busnes lez Lillers (1528) ; Buenne (XVIIe siècle), Busnes depuis 1793 et 1801.
Son nom serait issu du nom de la petite rivière de Busnes Bulneti fluvius, qui traverse la commune et prend sa source sur la commune de Lillers.
Bune en flamand.
Beunes en picard

## Histoire
Busnes était le siège d'une seigneurie avant la Révolution française.
Vers 1231-36, et 1267, le seigneur de Busnes fait partie des pairs du seigneur de Lillers, qui est un membre de la maison de Wavrin.
Un des derniers seigneurs de Busnes a été Jean Baptiste Florent Wastelier, époux de Marie Joseph Angélique Alby dont un fils, seigneur de Haillicourt, nait à Béthune en 1766.
La commune est décorée de la croix de guerre 1914-1918 par décret du 23 septembre 1920, distinction également attribuée à 276 autres communes du Pas-de-Calais.

## Politique et administration

### Découpage territorial
La commune se trouve dans l'arrondissement de Béthune du département du Pas-de-Calais, depuis 1801.

#### Commune et intercommunalités
La commune est membre de la communauté d'agglomération de Béthune-Bruay, Artois-Lys Romane qui regroupe 100 communes et compte 275 327 habitants en 2021.

#### Circonscriptions administratives
La commune est rattachée au canton de Lillers, depuis 1801.

#### Circonscriptions électorales
Pour l'élection des députés, la commune fait partie de la neuvième circonscription du Pas-de-Calais.

### Élections municipales et communautaires

#### Liste des maires
| Période                                  | Période                   | Identité         | Étiquette | Qualité                                              |
| ---------------------------------------- | ------------------------- | ---------------- | --------- | ---------------------------------------------------- |
| Les données manquantes sont à compléter. |                           |                  |           |                                                      |
| 1995                                     | mars 2014                 | Francis Ternoy   | SE        |                                                      |
| mars 2014                                | En cours (au 29 mai 2020) | Franck Hannebicq | SE        | Professeur d'histoire Réélu pour le mandat 2020-2026 |

## Équipements et services publics

### Espaces publics
La commune est labellisée « 1 fleur » au concours des villes et villages fleuris.

### Justice, sécurité, secours et défense
La commune dépend du tribunal judiciaire de Béthune, du conseil de prud'hommes de Béthune, de la cour d'appel de Douai, du tribunal de commerce d'Arras, du tribunal administratif de Lille, de la cour administrative d'appel de Douai et du tribunal pour enfants de Béthune.

## Population et société

### Démographie
Les habitants de la commune sont appelés les Busnois.

#### Évolution démographique
L'évolution du nombre d'habitants est connue à travers les recensements de la population effectués dans la commune depuis 1793. Pour les communes de moins de 10 000 habitants, une enquête de recensement portant sur toute la population est réalisée tous les cinq ans, les populations de référence des années intermédiaires étant quant à elles estimées par interpolation ou extrapolation. Pour la commune, le premier recensement exhaustif entrant dans le cadre du nouveau dispositif a été réalisé en 2005.

En 2022, la commune comptait 1 242 habitants, en évolution de −3,8 % par rapport à 2016 (Pas-de-Calais : −0,72 %, France hors Mayotte : +2,11 %).
| 1793  | 1800  | 1806  | 1821  | 1831  | 1836  | 1841  | 1846  | 1851  |
| ----- | ----- | ----- | ----- | ----- | ----- | ----- | ----- | ----- |
| 1 285 | 1 300 | 1 367 | 1 492 | 1 488 | 1 495 | 1 603 | 1 628 | 1 525 |

| 1856  | 1861  | 1866  | 1872  | 1876  | 1881  | 1886  | 1891  | 1896  |
| ----- | ----- | ----- | ----- | ----- | ----- | ----- | ----- | ----- |
| 1 578 | 1 584 | 1 561 | 1 594 | 1 576 | 1 519 | 1 528 | 1 521 | 1 529 |

| 1901  | 1906  | 1911  | 1921  | 1926  | 1931  | 1936  | 1946  | 1954  |
| ----- | ----- | ----- | ----- | ----- | ----- | ----- | ----- | ----- |
| 1 502 | 1 337 | 1 259 | 1 195 | 1 180 | 1 077 | 1 152 | 1 110 | 1 054 |

| 1962  | 1968  | 1975  | 1982  | 1990  | 1999  | 2005  | 2006  | 2010  |
| ----- | ----- | ----- | ----- | ----- | ----- | ----- | ----- | ----- |
| 1 100 | 1 106 | 1 178 | 1 266 | 1 337 | 1 294 | 1 250 | 1 253 | 1 261 |

| 2015  | 2020  | 2022  | - | - | - | - | - | - |
| ----- | ----- | ----- | - | - | - | - | - | - |
| 1 289 | 1 244 | 1 242 | - | - | - | - | - | - |

#### Pyramide des âges
En 2018, le taux de personnes d'un âge inférieur à 30 ans s'élève à 30,6 %, soit en dessous de la moyenne départementale (36,7 %). À l'inverse, le taux de personnes d'âge supérieur à 60 ans est de 30,7 % la même année, alors qu'il est de 24,9 % au niveau départemental.
En 2018, la commune comptait 620 hommes pour 649 femmes, soit un taux de 51,14 % de femmes, légèrement inférieur au taux départemental (51,5 %).
Les pyramides des âges de la commune et du département s'établissent comme suit.
| Hommes | Classe d’âge | Femmes |
| ------ | ------------ | ------ |
| 0,3    | 90 ou +      | 1,6    |
| 5,8    | 75-89 ans    | 6,3    |
| 24,2   | 60-74 ans    | 23,3   |
| 21,2   | 45-59 ans    | 20,6   |
| 19,1   | 30-44 ans    | 16,5   |
| 13,2   | 15-29 ans    | 15,6   |
| 16,3   | 0-14 ans     | 16,2   |

| Hommes | Classe d’âge | Femmes |
| ------ | ------------ | ------ |
| 0,5    | 90 ou +      | 1,6    |
| 5,6    | 75-89 ans    | 8,9    |
| 16,7   | 60-74 ans    | 18,1   |
| 20,2   | 45-59 ans    | 19,2   |
| 18,9   | 30-44 ans    | 18,1   |
| 18,2   | 15-29 ans    | 16,2   |
| 19,9   | 0-14 ans     | 17,9   |

## Culture locale et patrimoine

### Lieux et monuments

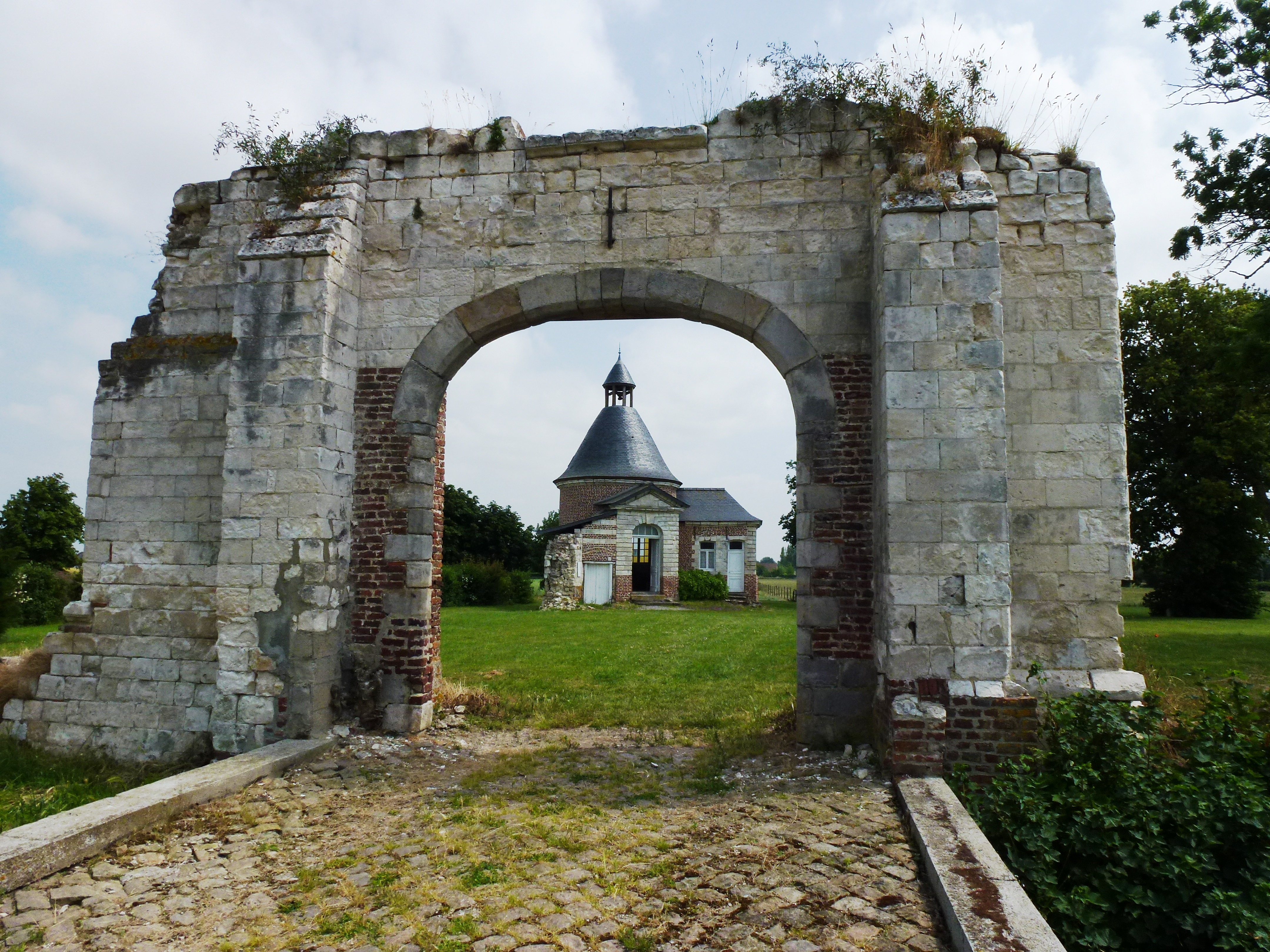
Le château du Quesnoy, vestiges et chapelle.

- Le château du Quesnoy du XVIIe siècle à L'Éclème. Seule une chapelle en subsiste de nos jours
- Le château de Beaulieu, réaménagé en hôtel-restaurant de prestige[55],[56].
- L'église Saint-Paul, de la fin du XIXe siècle. On y remarque la dalle funéraire d'Antoinette de Floury (XVIe siècle), les fonts baptismaux de 1550, la cloche de 1786, et dans la tribune, depuis 1900, un orgue de 16 jeux. Il est le 318e instrument fabriqué par les frères Links, facteurs d'orgue d'Allemagne du Sud, et est installé par leur succursale de Namur (Belgique).
- Le monument aux morts avec une statue Vierge et Enfant. Il commémore les guerres de 1914-1918, 1939-1945 et d'Algérie[57].
- Les tombes de la Première Guerre mondiale de la Commonwealth War Graves Commission au cimetière communal[58].
- Les chapelles et calvaires. Plusieurs de ces petits édicules religieux (une dizaine environ) sont disséminés sur la commune. Le site de la mairie en répertorie la liste[59], en présente une description succincte et en donne une cartographie[60].

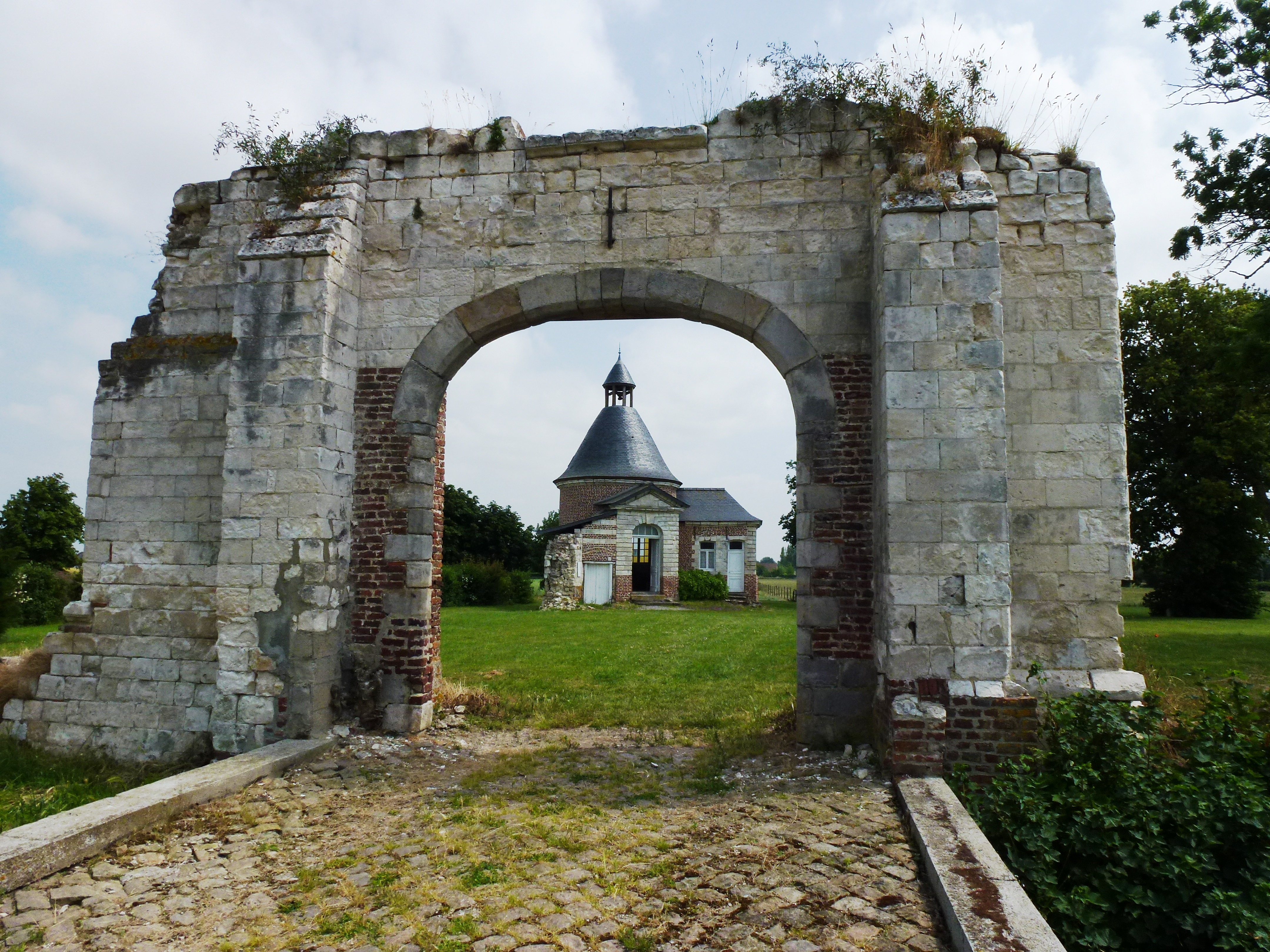
Le château du Quesnoy, vestiges et chapelle.
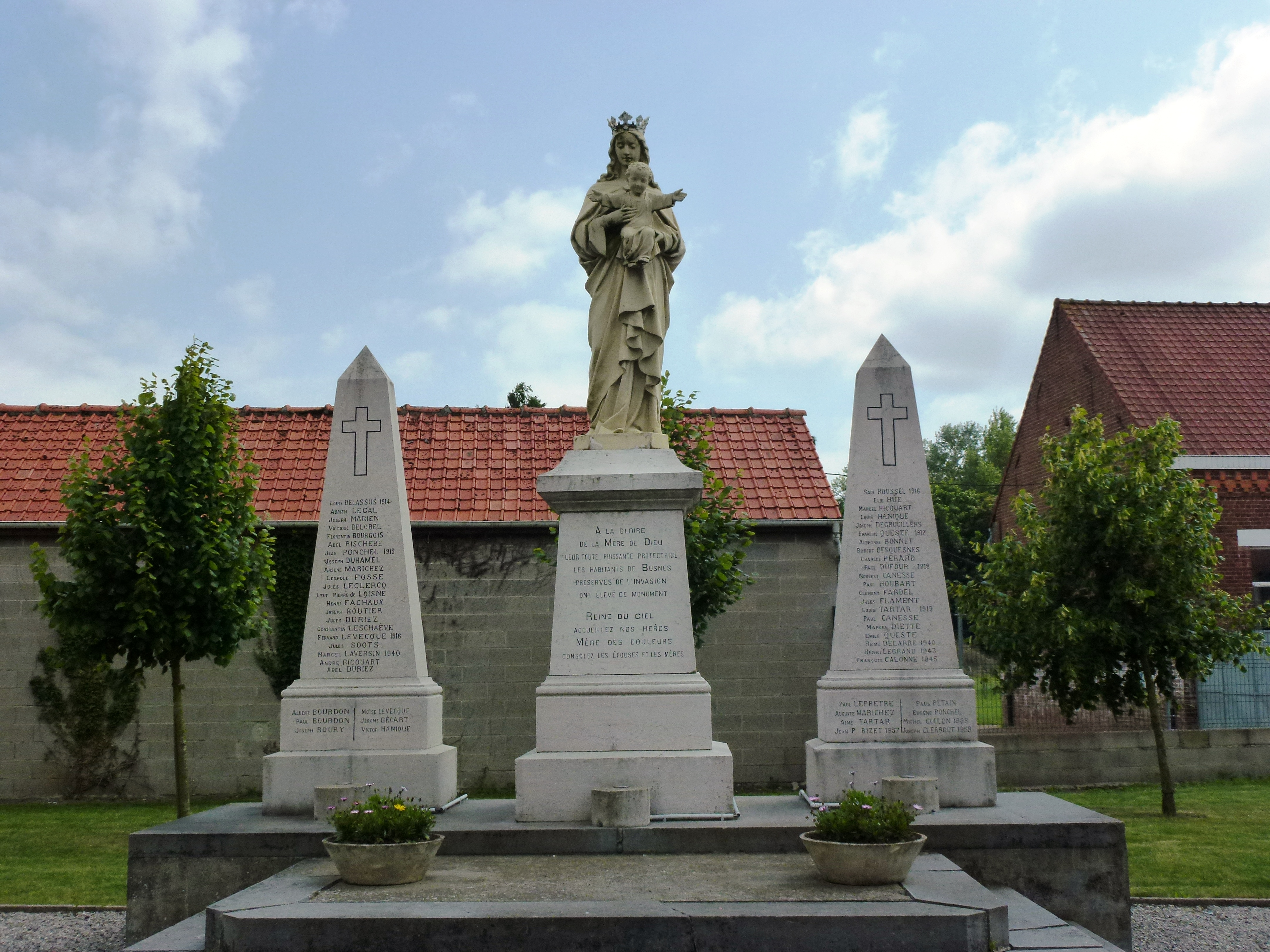
Le monument aux morts.
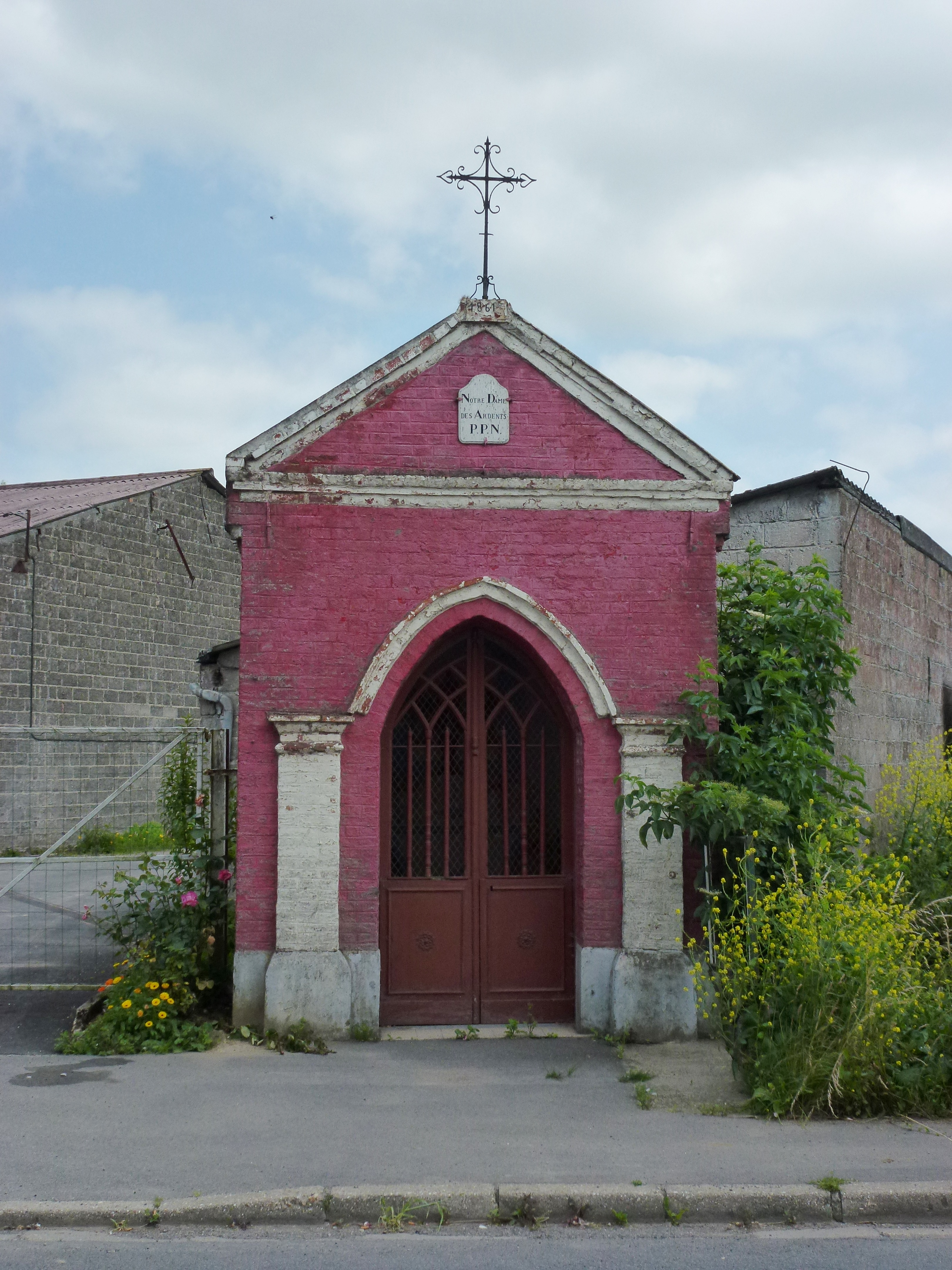
La chapelle Notre-Dame-des-Ardents à Busnes.
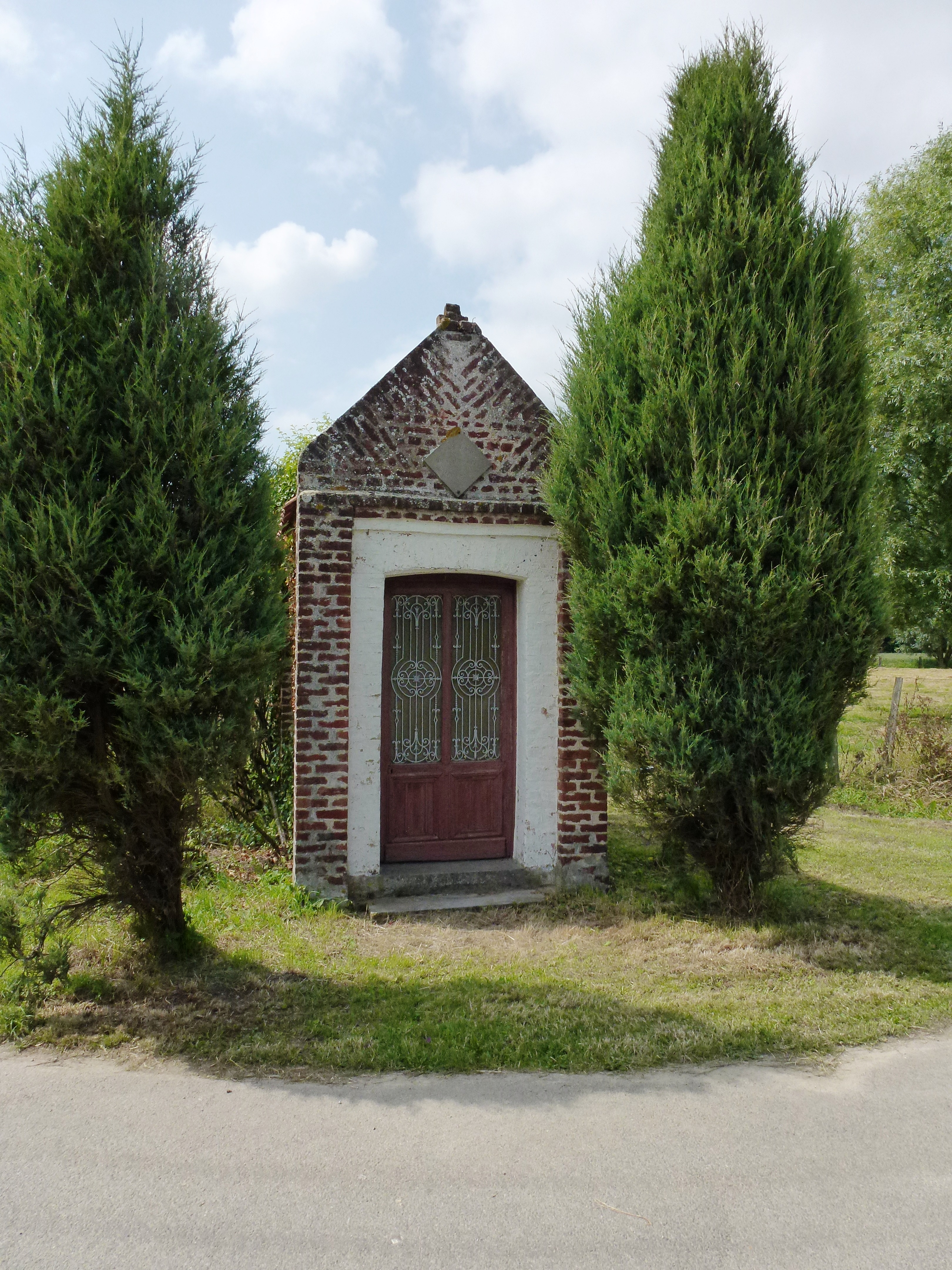
La chapelle Notre-Dame-des-Ardents à L'Éclème.

### Personnalités liées à la commune
- Antoine Busnois, (1430-1492), compositeur et poète, peut-être originaire de Busnes, auquel son nom semble se référer.
- Auguste de Loisne (1853-1943), historien, propriétaire du château de Beaulieu à Busnes.
- Eugène Dupuis, (1919-2017), cycliste français, né à Busnes.
- Philippe Delaire, (1961-1989), gangster, né à Busnes[61].

### Héraldique
| Blason de Busnes | Blason  | D'azur à la fasce d'argent accompagnée de trois cimes de tour donjonnées du même, deux mouvant de la fasce et une mouvant de la pointe. Ornements extérieursCroix de guerre 1914-1918 |
| Blason de Busnes | Détails | Le statut officiel du blason reste à déterminer. |

## Pour approfondir

#### Bases de données, dictionnaires et encyclopédies
- Ressources relatives à la géographie :   - Insee (communes)
  - Ldh/EHESS/Cassini
- Ressource relative à plusieurs domaines :   - Annuaire du service public français
- Notices d'autorité :   - BnF (données)